# Kabinet-Arron II
Het kabinet-Arron II was een Surinaams kabinet onder leiding van premier Henck Arron (NPS). In deze periode was Johan Ferrier de president van Suriname. Het kabinet regeerde van 28 december 1977 tot en met 15 maart 1980 en volgde op de verkiezingen van 31 oktober 1977. Zijn regering kwam ten val door de staatsgreep van 1980.

## Samenstelling
André Soeperman (Sociale Zaken) overleed op 31 december 1977. De KTPI werd aan eind 1978 uit de coalitie gezet. Sisal werd vervangen door Johan Kasantaroeno, Ardjosemito door Ro van Ling en onderminister Pawiro-Oelomo door F. Martodihardjo.
Nadat de KTPI de regeringscoalitie had verlaten werd in februari 1979 Ro van Ling minister van Sociale Zaken en Johan Kasantaroeno minister van Landbouw, Veeteelt en Visserij.
In het kabinet hadden de volgende ministers zitting:
| Ministerie                             | Minister                                         | Partij | Opmerkingen                                                                           |
| -------------------------------------- | ------------------------------------------------ | ------ | ------------------------------------------------------------------------------------- |
| Algemene Zaken; en Buitenlandse Zaken  | Henck Arron                                      | NPS    | tevens premier, onderminister: R. Willemszorg                                         |
| Binnenlandse Zaken en Districtsbestuur | Olton van Genderen                               | NPS    | tevens vicepremier, onderminister: S. Pawiro-Oelomo (opgevolgd door F. Martodihardjo) |
| Financiën                              | Lesley Goede                                     | NPS    |                                                                                       |
| Onderwijs en Volksontwikkeling         | Ronald Venetiaan                                 | NPS    |                                                                                       |
| Opbouw                                 | Michael Cambridge                                | NPS    |                                                                                       |
| Openbare Werken en Verkeer             | Achmed Karamat Ali                               | NPS    |                                                                                       |
| Economische Zaken                      | Ludwig Zuiverloon                                | PSV    |                                                                                       |
| Volksgezondheid                        | Mike Brahim                                      | PSV    |                                                                                       |
| Arbeid en Volkshuisvesting             | Pannalal Parmessar                               | HPP    |                                                                                       |
| Justitie en Politie                    | Soerdj Badrising                                 | HPP    |                                                                                       |
| Landbouw, Veeteelt en Visserij         | Johan Sisal                                      | KTPI   | Johan Kasantaroeno                                                                    |
| Sociale Zaken                          | André Soeperman Cornelis Ardjosemito Ro van Ling | KTPI   |                                                                                       |